# Nuoto ai Giochi della XXVIII Olimpiade - 200 metri dorso maschili

## Record
Prima di questa competizione, il record del mondo (WR) e il record olimpico (OR) erano i seguenti.
| Record mondiale | 1'54"74 | Aaron Peirsol Stati Uniti     | 12 luglio 2004 Long Beach, Stati Uniti |
| Record olimpico | 1'56"76 | Lenny Krayzelburg Stati Uniti | 21 settembre 2000 Sydney, Australia    |

Durante l'evento sono stati migliorati i seguenti record:
| Data      | Evento        | Atleta        | Nazione     | Tempo   | Record          |
| --------- | ------------- | ------------- | ----------- | ------- | --------------- |
| 18 agosto | 2° semifinale | Aaron Peirsol | Stati Uniti | 1'55"14 | Record olimpico |
| 19 agosto | Finale        | Aaron Peirsol | Stati Uniti | 1'54"95 | Record olimpico |

## Batterie
Si sono svolte 5 batterie di qualificazione. I primi 16 atleti si sono qualificati per le semifinali.

### 1ª batteria
1. Matti Maki, Finlandia 2:06.29
2. Andrei Mihailov, Moldavia 2:06.97
3. Omar Pinzon, Colombia 2:07.26
4. Yury Zaharov, Kirghizistan 2:10.45

### 2ª batteria
1. Keng Liat Alex Lim, Malaysia 2:02.67
2. Derya Büyükunçu, Turchia 2:02.69
3. Nicholas Neckles, Barbados 2:02.84
4. Volodymyr Nikolaychuk, Ucraina 2:03.21
5. Pavel Suskov, Lituania 2:03.54
6. Adam Mania, Polonia 2:03.73
7. Ahmed Hussein, Egitto 2:04.82
8. Min Sung, Corea del Sud 2:04.86

### 3ª batteria
1. Nathaniel O'Brien, Canada 2:00.49 -Q
2. Gordan Kožulj, Croazia 2:00.94 -Q
3. Arkady Vyatchanin, Russia 2:01.09 -Q
4. Tomomi Morita, Giappone 2:01.19 -Q
5. Patrick Murphy, Australia 2:01.26
6. Matt Welsh, Australia 2:01.73
7. Antonios Gkioulmpas, Grecia 2:04.30
8. Aschwin Wildeboer, Spagna 2:04.33

### 4ª batteria
1. James Goddard, Gran Bretagna 1:57.96 -Q
2. Gregor Tait, Gran Bretagna 1:59.35 -Q
3. Bryce Hunt, Stati Uniti 1:59.82 -Q
4. Keith Beavers, Canada 2:00.97 -Q
5. Blaz Medvesek, Slovenia 2:01.13 -Q
6. Evgeny Aleshin, Russia 2:01.25
7. Cameron Gibson, Nuova Zelanda 2:02.65
8. Viktor Bodrogi, Ungheria 2:03.16

### 5ª batteria
1. Aaron Peirsol, Stati Uniti 1:57.33 -Q
2. Markus Rogan, Austria 1:58.06 -Q
3. Răzvan Florea, Romania 1:58.81 -Q
4. Simon Dufour, Francia 1:59.52 -Q
5. Jorge Sanchez, Spagna 2:00.10 -Q
6. Emanuele Merisi, Italia 2:00.10 -Q
7. Rogerio Romero, Brasile 2:00.60 -Q
8. Rui Yu, Cina 2:04.51

## Semifinali

### 1° Semifinale
1. James Goddard, Gran Bretagna 1:57.25 -Q
2. Răzvan Florea, Romania 1:58.20 -Q
3. Simon Dufour, Francia 1:58.96 -Q
4. Tomomi Morita, Giappone 1:59.52 -Q
5. Gordan Kozulj, Croazia 1:59.61
6. Arkady Vyatchanin, Russia 1:59.80
7. Jorge Sanchez, Spagna 2:00.12
8. Nathaniel O Brien, Canada 2:00.13

### 2° Semifinale
1. Aaron Peirsol, Stati Uniti 1:55.14 -Q
2. Markus Rogan, Austria 1:57.50 -Q
3. Gregor Tait, Gran Bretagna 1:58.75 -Q
4. Blaz Medvesek, Slovenia 1:59.37 -Q
5. Bryce Hunt, Stati Uniti 1:59.74
6. Keith Beavers, Canada 1:59.98
7. Rogerio Romero, Brasile 2:00.48
8. Emanuele Merisi, Italia 2:00.83

## Finale
1. Aaron Peirsol, Stati Uniti 1:54.95
2. Markus Rogan, Austria 1:57.35
3. Răzvan Florea, Romania 1:57.56
4. James Goddard, Gran Bretagna 1:57.76
5. Tomomi Morita, Giappone 1:58.40
6. Simon Dufour, Francia 1:58.49
7. Gregor Tait, Gran Bretagna 1:59.28
8. Blaz Medvesek, Slovenia 2:00.06